# Peter Waieng
Peter G. Waieng, né le 4 avril 1966 et mort le 22 août 2013, est un homme d'affaires et homme politique papou-néo-guinéen.

## Biographie
Titulaire d'une licence en science politique de l'université de Papouasie-Nouvelle-Guinée en 1989, il obtient en 1995 un master en relations internationales de l'université de Wollongong en Australie. Employé par le ministère papou-néo-guinéen des Affaires étrangères de 1990 à 1996, il travaille ensuite pour des organisations internationales.
Il entre au Parlement national comme député sans étiquette de la circonscription de Kundiawa-Gembogl aux élections de 1997. Il est whip de la majorité parlementaire de juillet à décembre 1997, puis ministre du Service public jusqu'à avril 1998, date à laquelle il est nommé ministre de la Défense.
Il perd son siège de député aux élections de 2002 et devient dans les années 2000 directeur d'une diversité d'entreprises. 
Le soir du 22 août 2013, il se dispute publiquement avec une femme au village de Roku près de Port Moresby, puis l'agresse. Deux hommes viennent au secours de la femme ; Peter Waieng leur jette des pierres et en frappe un d'un coup de poing. Celui-ci produit alors un couteau dont il frappe mortellement l'ancien ministre. Inculpés pour meurtre, les deux hommes sont relaxés de cette accusation mais condamnés pour homicide.